# Абдуллах ибн Зейд
Абдулла́х ибн Зе́йд аль-Анса́ри (араб. عبد الله بن زيد الأنصاري‎; 580, Медина — 644, Медина) — один из известных сподвижников пророка Мухаммеда. Увидел во сне правила и слова азана, одобренные пророком Мухаммедом. По этой причине ему дали прозвище «Са́хиб аль-аза́н» (учредитель азана).

## Биография
Абдуллах ибн Зейд происходил из мединского племени хазрадж. Он был одним из ансаров, которые присягнули на верность пророку Мухаммеду при Акабе и одним из первых мусульман в Медине. После переезда мусульман из Мекки в Медину принял участие в сражениях мусульман с многобожниками и других важных исторических событиях. В день завоевания Мекки был знаменосцем отрядов племени хазрадж.
В 1 году по хиджре, после завершения строительства мечети Масджид ан-Набави, Абдуллах услышал во сне призыв на намаз и рассказал об этом пророку Мухаммеду. Передают, что Абдуллах ибн Зейд рассказывал:
Когда Посланник Аллаха, мир ему и благословение Аллаха, принял решение бить в колокол, — хотя это ему было неприятно, — мне приснился сон. Во сне ко мне явился мужчина, на котором было два зелёных покрывала. В руках он нёс колокол, и я спросил его: «О раб Аллаха! Не хочешь ли ты продать колокол?»
Он спросил: «А что ты будешь делать с ним?» Я сказал: «С его помощью мы будем призывать людей на намаз».
Он сказал: «Не подсказать ли тебе нечто лучшее?» Я ответил: «Конечно».
Он сказал: "Тебе следует сказать: «Аллах превелик! Аллах превелик!…»

На утро я пришёл к Посланнику Аллаха, мир ему и благословение Аллаха, и рассказал ему о своём сновидении. Он сказал: «Этот сон окажется вещим, если на то будет воля Аллаха. Ступай вместе с Билялем и расскажи ему о своём сновидении, потому что его голос выше твоего». Я встал вместе с Билялем. Я начал говорить ему эти слова, а он стал призывать людей к намазу.
Абдулла ибн Зейд умер приблизительно в возрасте 64 лет в период правления халифа Усмана ибн Аффана.